# Caranx senegallus
Caranx senegallus là một loài cá trong họ Carangidae trong bộ Perciformes. 
Loài này phân bố qua các vùng biển nhiệt đới phía đông Đại Tây Dương, trải dọc theo bờ biển tây Phi từ Angola ở phía nam đến Mauritanie ở Bắc. Nó có thể được phân biệt với các loài trong chi bởi thùy vây lưng dài hơn, cũng như một loạt các đặc điểm giải phẫu khác. Chúng có chiều chiều dài tối đa đã biết là 1 m. Nó là một loài sinh sống ven biển, được biết là sống bán viễn dương, sống ở cả đáy biển và vùng nước mặt ở độ sâu khoảng 200 m. Chúng là loài động vật ăn thịt, săn bắt cá, [cua] và tôm làm con mồi chính. Loài cá này đạt thành thục sinh dục ở chiều dài cm ở con cái và 24 cm ở con đực, với thời gian sinh sản xảy ra trong hai giai đoạn; tháng 2 đến tháng 4 và tháng 9 đến tháng 11. Loài này có tầm quan trọng nhỏ đối với nghề cá, và không bị phân biệt đối xử với các loài kích khác trong thống kê đánh bắt.